# Кава холодного заварювання
Холодне заварювання кави (англ. cold brew), яку також називають екстракцією холодною водою (англ. cold water extraction) або холодним пресуванням (англ. cold pressing), — це процес замочування кавової гущі у воді при низькій температурі протягом тривалого часу. Боби грубого помелу замочують у воді приблизно на 12-24 години.

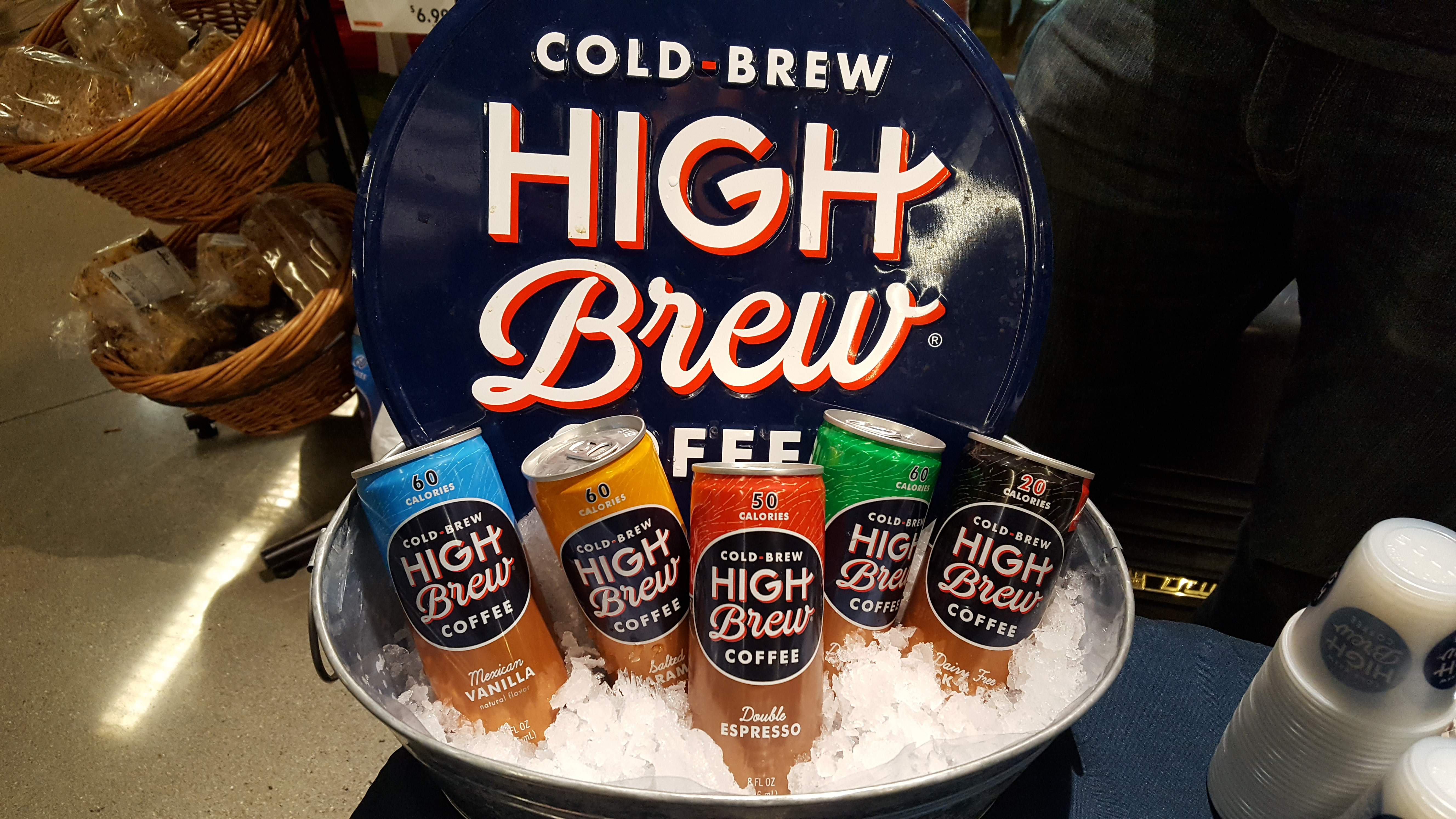
Кава холодного заварювання на полиці супермаркета

Зазвичай воду зберігають при кімнатній температурі, але можна використовувати й охолоджену воду. Після того, як гущу замочують, її відфільтровують з води за допомогою паперового фільтра для кави, дрібного металевого сита (наприклад, у френч-пресі) або повсті. У результаті виходить концентрат кави, який розбавляють водою або молоком та подають охолодженим, з льодом та іншими інгредієнтами.

## Історія
Кава холодного заварювання виникла в Японії, де вона була традиційним способом приготування кави протягом століть. Повільне крапельне холодне заварювання, також відоме як кіотський стиль  або голландська кава у Східній Азії (від назви кавових есенцій, привезених до Азії голландцями),  належить до процесу, під час якого вода капає через кавову гущу кімнатної температури протягом багатьох годин. 

## Смак
Оскільки мелені кавові зерна в холодно завареній каві ніколи не контактують з нагрітою водою, процес вимивання смаку із зерен створює хімічний профіль, який відрізняється від традиційних методів заварювання.  Кавові зерна містять ряд компонентів, які краще розчиняються при високих температурах, наприклад кофеїн, олії та жирні кислоти. Однак заварювання при нижчій температурі протягом 24 годин призводить до більшого вмісту кофеїну при заварюванні в рівному об’ємі порівняно з 6 хвилинами при 98 °C (208 °F).  Рівень pH холодної та гарячої кави подібний, але холодна кава має нижчу титрувану концентрацію кислоти.  І рН, і титрувана кислотність впливають на смак. 

## Nitro cold brew

### Виробництво
Виробництво нітро кави холодного заварювання починається з приготування кави холодного заварювання.  Після того, як гуща достатньо замочена, каву поміщають у пляшку кімнатної температури або бочку.  Коли холодна кава розливається, вона заряджається азотом, щоб надати напою густу кремову піну, схожу на розливне пиво. Хоча більшість сортів пива та безалкогольних напоїв містять вуглекислий газ, у темніших стаутах інколи використовується азот, що забезпечує більш м’який смак. Холодна кава Nitro зазвичай подається охолодженим, оскільки лід може пошкодити пінистий верх. 

### Історія
Холодна кава Nitro вперше було запропоновано в кав’ярнях третьої хвилі на початку 2010-х років, але точне походження спірне. За словами Men's Journal, цей процес почався у 2013 році в крафтових кав'ярнях Cuvee Coffee в Остіні, штат Техас, і Stumptown в Портленді, штат Орегон.  Однак Esquire вважає попередником розливну каву в The Queens Kickshaw у Нью-Йорку у 2011 році.  Cuvee Coffee вперше запропонувала нітро холодну каву, розливне, на Slow Food Quiz Bowl в Остіні, штат Техас, 14 серпня 2012 року.  Корпорація Ball опублікувала пресреліз, у якому вказує, що Cuvee є першою компанією, яка розміщує холодну каву у своїх банках для віджетів, а BevNet нагородила Cuvee як найкращу інноваційне упаковування, назвавши їх «першим брендом холодного пива, який продає пропозицію, що містить азот».  До 2015 року Stumptown і Cuvee почали пропонувати напої в банках з азотним диском, порожнистим шматком пластику, стисненого азотом для створення тиску в банку.[джерело?]  Starbucks представила напій у 500 магазинах у влітку 2016 року  передувала на ринку Лос-Анджелеса The Coffee Bean & Tea Leaf.  До 2020 року Starbucksпропонував напій у більш ніж половині своїх закладів у Сполучених Штатах, що зробило його основним пунктом меню. Холодну каву Nitro можна придбати в оптовиках на деяких ринках у кегах. Компанія RISE Brewing Co. каже, що може наповнювати до 1500 кегів нітро-кави холодного заварювання на день. 